# Le Thoronet
Ne doit pas être confondu avec le Tholonet.
Le Thoronet (Lo Toronet en norme classique de l'occitan provençal et Lou Tourounet en norme mistralienne) est une commune française située dans le département du Var, en région française Provence-Alpes-Côte d'Azur. Elle est membre de la communauté de communes Cœur du Var.

## Géographie

### Localisation
Village, situé à 9 km de Le Cannet-des-Maures (Autoroute A8) et 11 de Le Luc.

### Géologie et relief
La commune se compose de 180,71 hectares de territoires artificialisés (4,96 %), 988,23 hectares de territoires agricoles (27,14 %) et 2 472,49 hectares de forêts et milieux semi-naturels (67,91 %).
Le village a conservé une architecture typiquement provençale. Il est entouré de collines boisées  de chêne vert, pins, oliviers et vignes où pointent les affleurements calcaires, entre lesquelles s’ouvrent des étendues viticoles au pied de villages perchés.
Le val d'Issole, vallonné de collines boisées sur 4 Intercommunalités : Val d’Issole, Comté de Provence, Cœur du Var, Vallée du Gapeau, regroupant 27 communes dont Le Thoronet.
Anciens gisements de bauxite Les Codouls, Le Recoux, le Rigoulier,.
Espaces naturels :
- Un espace protégé hors Natura 2000 :

Le Vallon de l'Abbaye du Thoronet.
- Un espace protégé Natura 2000 :

Val d'Argens.
- Trois zones naturelles d'intérêt écologique, faunistique et floristique (Znieff) :

Vallée de l'Argens,
Collines du Recoux,
La Bresque et ses affluents.
La commune constitue une des villes portes du projet de "Géopark Maures- Esterel". En effet, outre les 47 communes situées dans le strict périmètre du projet, 24 sont en périphérie du territoire candidat constituant les portes d'entrée du Géopark et sont donc partenaires du projet.

### Sismicité
La commune se situe dans une zone à sismicité 2 : sismicité faible.

### Hydrographie et les eaux souterraines
- Cours d'eau sur la commune ou à son aval[15] :
  - L'Argens (fleuve)[16],
  - Rivière la Bresque,
  - Ruisseau Grenouillé, de Siliès, de Bouillidoux, du Thoronet,
  - Vallons des Miquelets, de Saint-Peyre, de Sainte-Marguerite, de Larbitelle, de Mappe, de Recoux, des Codouls.

Un Plan de prévention du risque inondation (PPRI), couvrant le secteur de la commune, a été mis au point.

### Climat
Pour des articles plus généraux, voir Climat de Provence-Alpes-Côte d'Azur et Climat du Var.
En 2010, le climat de la commune est de type climat méditerranéen franc, selon une étude du Centre national de la recherche scientifique s'appuyant sur une série de données couvrant la période 1971-2000. En 2020, Météo-France publie une typologie des climats de la France métropolitaine dans laquelle la commune est exposée à un climat méditerranéen et est dans une zone de transition entre les régions climatiques « Provence, Languedoc-Roussillon » et « Var, Alpes-Maritimes ». 
Pour la période 1971-2000, la température annuelle moyenne est de 14,6 °C, avec une amplitude thermique annuelle de 16,5 °C. Le cumul annuel moyen de précipitations est de 874 mm, avec 6,4 jours de précipitations en janvier et 2,1 jours en juillet. Pour la période 1991-2020, la température moyenne annuelle observée sur la station météorologique de Météo-France la plus proche, « Le Luc », sur la commune du Cannet-des-Maures à 7 km à vol d'oiseau, est de 15,5 °C et le cumul annuel moyen de précipitations est de 832,3 mm. 
La température maximale relevée sur cette station est de 42,7 °C, atteinte le 7 juillet 1982 ; la température minimale est de −17 °C, atteinte le 12 février 1956,,. 
Les paramètres climatiques de la commune ont été estimés pour le milieu du siècle (2041-2070) selon différents scénarios d'émission de gaz à effet de serre à partir des nouvelles projections climatiques de référence DRIAS-2020. Ils sont consultables sur un site dédié publié par Météo-France en novembre 2022.

### Voies de communications et transports

#### Voies routières
Le centre de la commune Thoronet est bordé par le CD 17. La commune est desservie également par l'autoroute A8 et l'autoroute A57,  Échangeur entre A57 et A8  13 Le Cannet-des-Maures.

#### Transports en commun
- Transport en Provence-Alpes-Côte d'Azur

La commune est desservie par le réseau départemental Varlib.
Des transports scolaires desservent également le village.

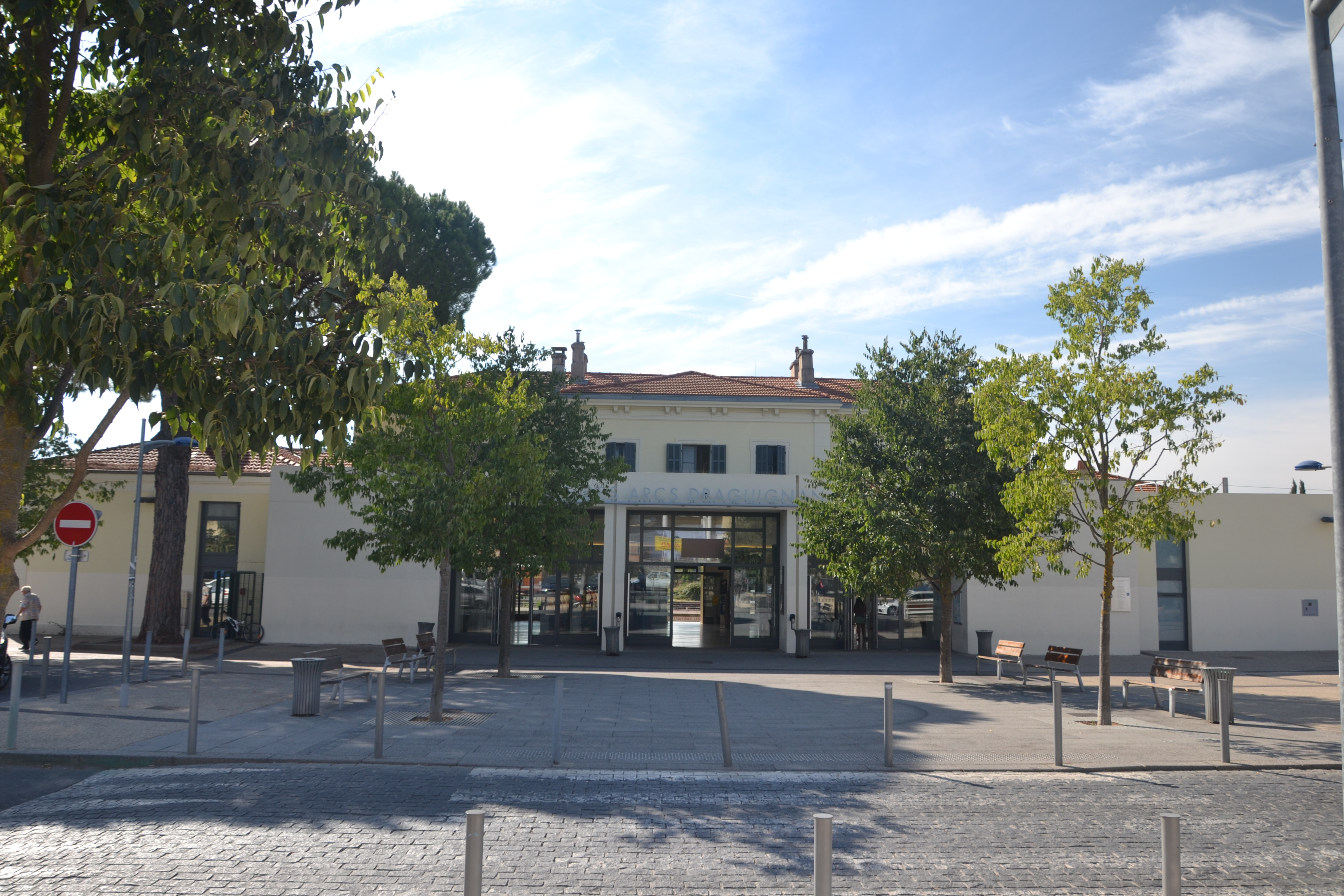
Gare des Arcs - Draguignan.

#### Lignes SNCF
- Lignes Express Régionales (LER).
- Les gares SNCF les plus proches sont :
  - la Gare des Arcs - Draguignan à 22 km ;
  - la Gare de Toulon à 62 km ;
  - la Gare d'Aix-en-Provence TGV à 105 km ;
  - la Gare de Marseille-Saint-Charles à 113 km.

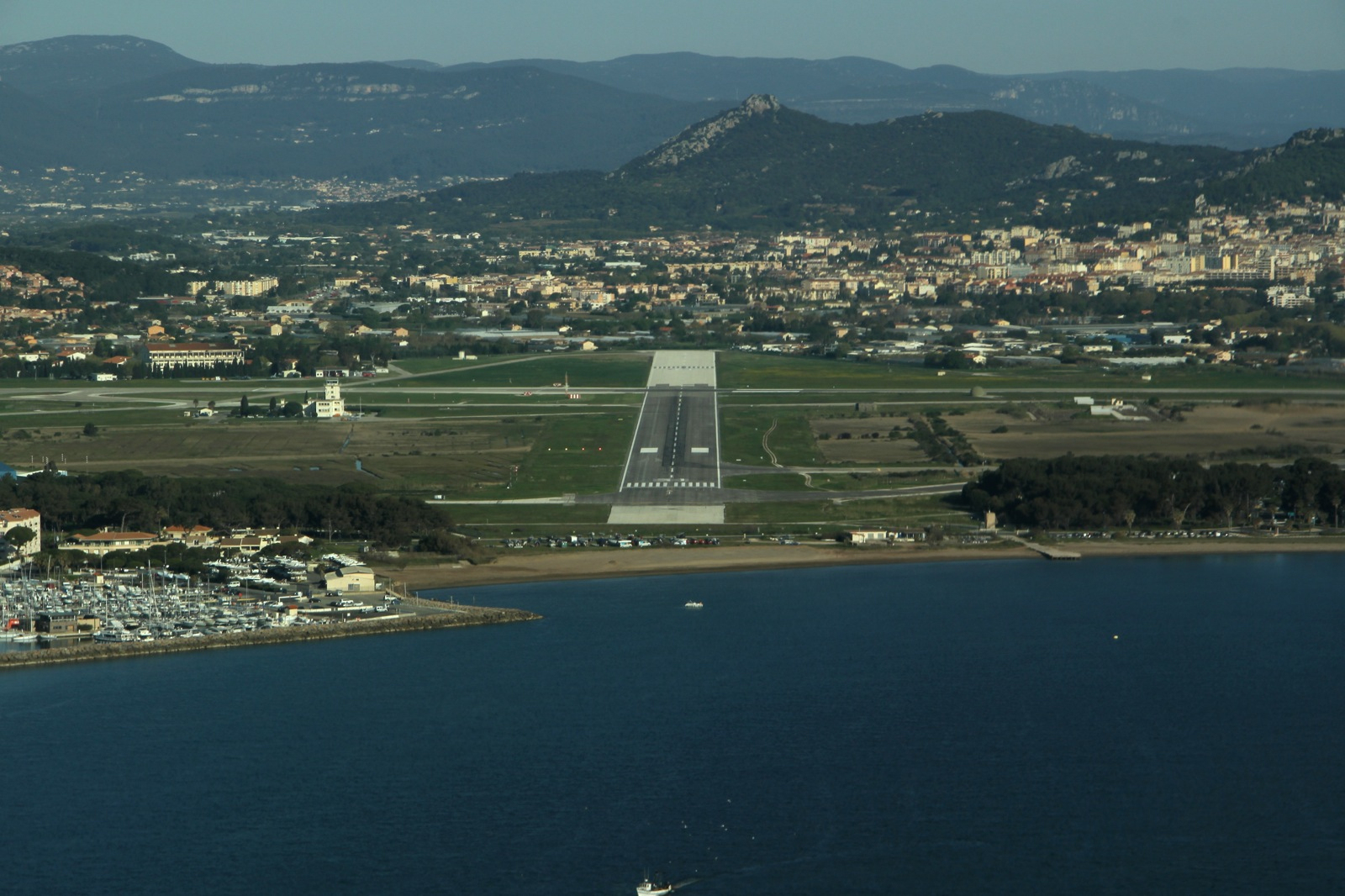
Aéroport de Toulon-Hyères.

#### Aéroport en Provence-Alpes-Côte d'Azur
En particulier :
- aéroport de Toulon-Hyères à 68 km ;
- aéroport de Nice-Côte d'Azur à 98 km ;
- aéroport de Marseille Provence à 115 km.

#### Ports en Provence-Alpes-Côte d'Azur
En particulier :
- La Rade de Toulon à 61 km.

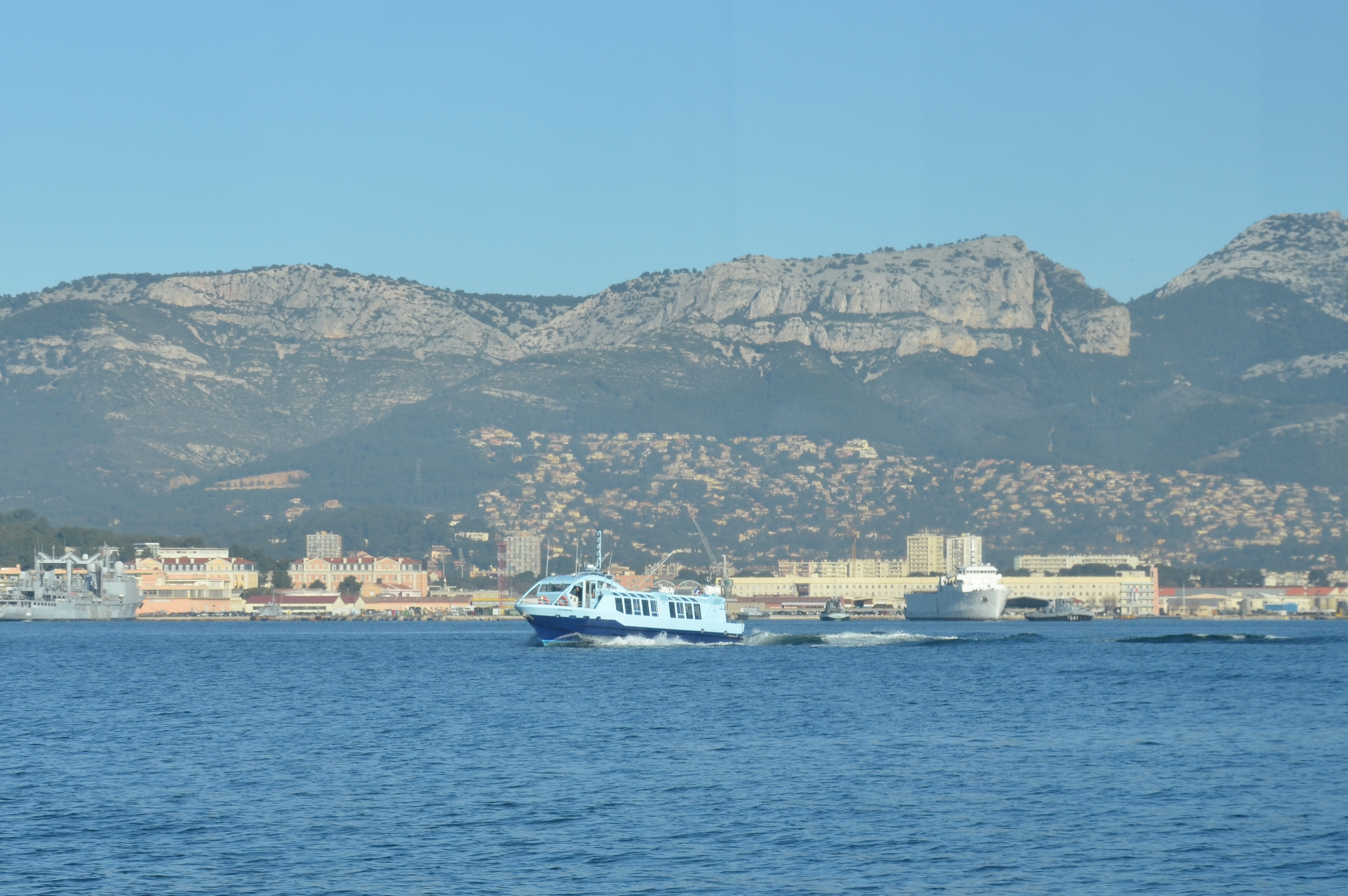
Bâteau-Bus Lou Roucaou Réseau Mistral de Toulon.

- Port Lympia (port de Nice) à 106 km.
- Le port de Marseille à 119 km.
- Port Hercule (Port de Monaco) à 128 km.

## Urbanisme

### Typologie
Au 1er janvier 2024, Le Thoronet est catégorisée commune rurale à habitat dispersé, selon la nouvelle grille communale de densité à sept niveaux définie par l'Insee en 2022.
Elle est située hors unité urbaine. Par ailleurs la commune fait partie de l'aire d'attraction du Luc, dont elle est une commune de la couronne,. Cette aire, qui regroupe 5 communes, est catégorisée dans les aires de moins de 50 000 habitants,.

### Occupation des sols
L'occupation des sols de la commune, telle qu'elle ressort de la base de données européenne d’occupation biophysique des sols Corine Land Cover (CLC), est marquée par l'importance des forêts et milieux semi-naturels (67,9 % en 2018), une proportion sensiblement équivalente à celle de 1990 (68,3 %). La répartition détaillée en 2018 est la suivante : 
forêts (60,3 %), cultures permanentes (21,8 %), milieux à végétation arbustive et/ou herbacée (7,6 %), zones urbanisées (4,9 %), zones agricoles hétérogènes (4,8 %), terres arables (0,4 %). L'évolution de l’occupation des sols de la commune et de ses infrastructures peut être observée sur les différentes représentations cartographiques du territoire : la carte de Cassini (XVIIIe siècle), la carte d'état-major (1820-1866) et les cartes ou photos aériennes de l'IGN pour la période actuelle (1950 à aujourd'hui).

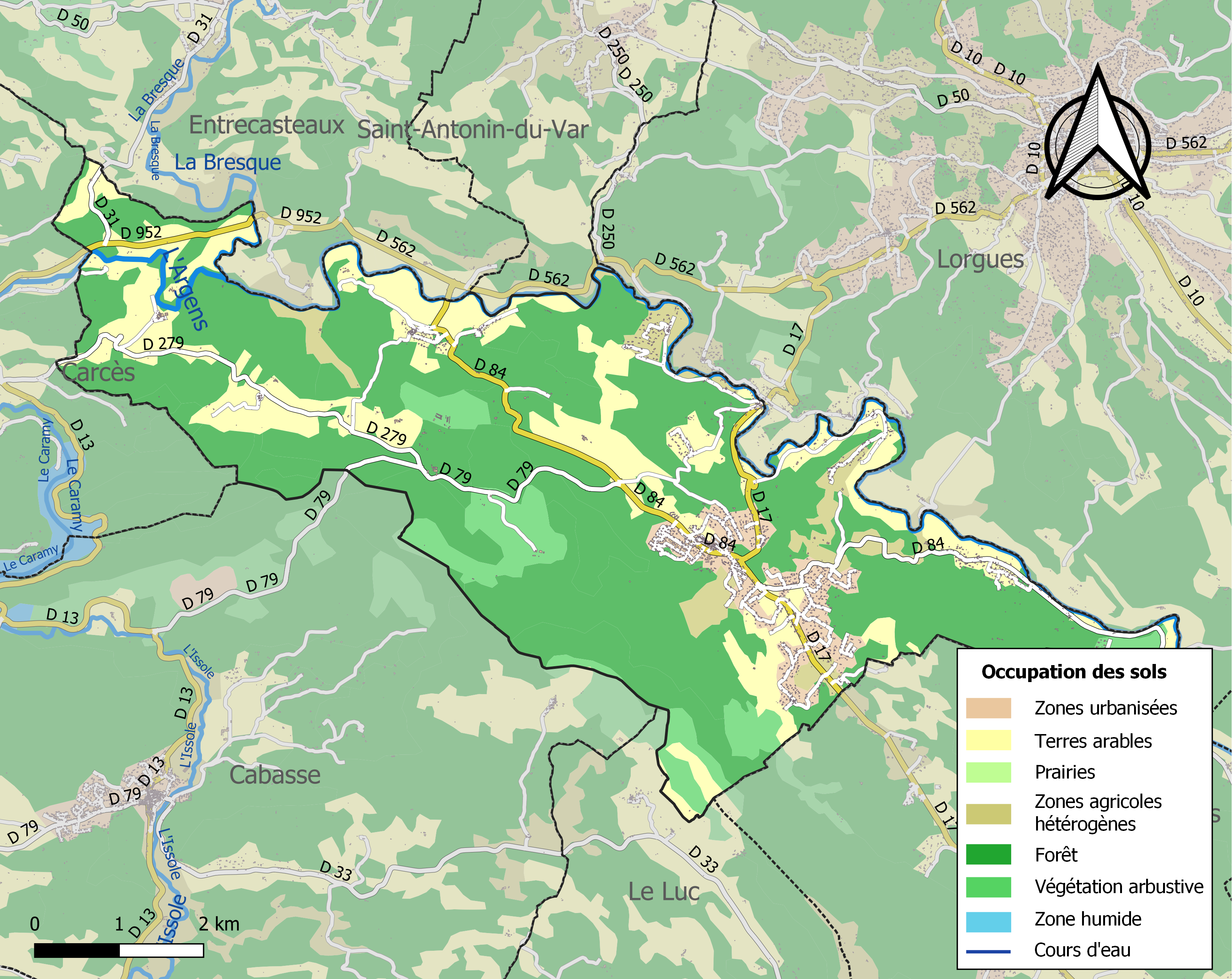
Carte des infrastructures et de l'occupation des sols de la commune en 2018 (CLC).

La commune dispose d'un plan local d'urbanisme,. Le rapport de présentation mentionne notamment l'existence du Schéma directeur d'aménagement et de gestion des eaux (SDAGE) et du Schéma régional de cohérence écologique (SRCE].
L'aire de la commune est comprise dans le périmètre du Schéma de cohérence territoriale (Scot) « Cœur du Var » approuvé le 12 avril 2016.

## Toponymie
Le Thoronet s'écrit Lou Tourounet en provençal dans la norme mistralienne et Lo Toronet dans la norme classique. L'écriture classique se base sur celle de l'ancien provençal et, de ce fait, la prononciation -ou s'écrivait -o dans l'ancienne langue d'où l'écriture "Toronet" que l'on constate dans le dictionnaire de Frédéric Mistral. L'écriture latine écrit "Toronetum" et l'ajout du "h" peut-être le fruit d'une erreur de transcription.

## Histoire
C'est à partir des hameaux constitués par les familles de métayers de l'abbaye que s'est constitué ce qui est aujourd'hui « le village du Thoronet ».
Autrefois, Saintes-Maries, dit Riaoupeyroux, du nom du torrent pierreux qui se jette dans l'Argens, le village ne se composait que d'une bastide.
Le hameau de la Bourgade a permis, à la fin du XVIIe siècle, la constitution en tant que bourg du Thoronet, composé aujourd'hui de 15 hameaux : les Férauds, les Camails, le Clapier, le Moutas, les Beylesses, les Codouls, des Bertrands, le Villard…
La commune du Thoronet a vécu aussi la grande aventure de la bauxite et de l'aluminium. C'est au château de Vins que Péchiney et ses « Gueules rouges » célébreront le bicentenaire de la carrière de bauxite exploitée en mines et à ciel ouvert sur la commune et de l'aluminium, mais vivront aussi la fermeture définitive des mines en 1993.
Un musée des Gueules Rouges, illustrant cette activité industrielle, a été créé à Tourves.

## Blasonnement
|  | Les armoiries du Thoronet se blasonnent ainsi : D'azur à la bande d'argent. |

## Population et société

### Démographie

#### Évolution démographique
L'évolution du nombre d'habitants est connue à travers les recensements de la population effectués dans la commune depuis 1793. Pour les communes de moins de 10 000 habitants, une enquête de recensement portant sur toute la population est réalisée tous les cinq ans, les populations de référence des années intermédiaires étant quant à elles estimées par interpolation ou extrapolation. Pour la commune, le premier recensement exhaustif entrant dans le cadre du nouveau dispositif a été réalisé en 2005.

En 2022, la commune comptait 2 636 habitants, en évolution de +7,64 % par rapport à 2016 (Var : +4,98 %, France hors Mayotte : +2,11 %).
| 1793 | 1800 | 1806 | 1821 | 1831 | 1836 | 1841 | 1846 | 1851 |
| ---- | ---- | ---- | ---- | ---- | ---- | ---- | ---- | ---- |
| 671  | 790  | 819  | 685  | 755  | 771  | 752  | 781  | 774  |

| 1856 | 1861 | 1866 | 1872 | 1876 | 1881 | 1886 | 1891 | 1896 |
| ---- | ---- | ---- | ---- | ---- | ---- | ---- | ---- | ---- |
| 792  | 810  | 832  | 845  | 861  | 806  | 708  | 612  | 668  |

| 1901 | 1906 | 1911 | 1921 | 1926 | 1931 | 1936 | 1946 | 1954 |
| ---- | ---- | ---- | ---- | ---- | ---- | ---- | ---- | ---- |
| 717  | 644  | 681  | 596  | 654  | 599  | 577  | 546  | 566  |

| 1962 | 1968 | 1975 | 1982 | 1990  | 1999  | 2005  | 2006  | 2010  |
| ---- | ---- | ---- | ---- | ----- | ----- | ----- | ----- | ----- |
| 523  | 549  | 575  | 819  | 1 163 | 1 533 | 1 952 | 2 012 | 2 293 |

| 2015  | 2020  | 2022  | - | - | - | - | - | - |
| ----- | ----- | ----- | - | - | - | - | - | - |
| 2 442 | 2 598 | 2 636 | - | - | - | - | - | - |

### Enseignement
- École maternelle et élémentaire[46].
- Les établissements d'enseignement les plus proches[47] :
  - Collèges : Carcès, Lorgues, Le Cannet-des-Maures, Le Luc,
  - Lycées : Lorgues, Les Arcs, Draguignan.

### Santé
- Les établissements de santé : pharmacie, médecins[48], kinésithérapeute, ostéopathe, thérapies manuelles, psychologue[49].
- Maison de retraite, résidence seniors[50].
- Pharmacie des Vignes[51].
- Centre hospitalier de la Dracénie à 23 km[52].
- Centre hospitalier intercommunal Toulon-La Seyne-sur-Mer à 62 km.

### Cultes
- Culte catholique, paroisse : Lorgues, Diocèse de Fréjus-Toulon : église paroissiale[53], abbaye du Thoronet[54] et monastère de Béthléem[55].

### Jumelages
- Fontevivo (Italie) depuis 2012[56]. Voir aussi : Liste d'abbayes cisterciennes de France
- La commune de Le Thoronet jumelée avec la base militaire du Cannet-des-Maures[57].

## Politique et administration

### Personnalités liées à la commune
- Personnalités liées à l'Abbaye du Thoronet :
  - L’abbé Foulques, mort en 1231. D’abord troubadour, il est ensuite abbé du Thoronet avant d’être évêque de Toulouse.
  - Prosper Mérimée qui est intervenu pour le sauvetage de l'abbaye.
  - Le Corbusier qui a visité l’abbaye en 1953.
  - En 1964, l'architecte Fernand Pouillon imagine, dans son roman Les Pierres sauvages, un récit de la construction de l'abbaye au XIIe siècle, sous la forme du journal du premier père prieur de l'abbaye.

### Intercommunalité
Le Thoronet est membre de la communauté de communes Cœur du Var de 37 829 habitants, créée en janvier 2002.
Les onze communes composant la communauté de communes en 2012 sont (par ordre alphabétique) :
- Besse-sur-Issole ;
- Cabasse ;
- Le Cannet-des-Maures ;
- Carnoules ;
- Flassans-sur-Issole ;
- Gonfaron ;
- Le Luc ;
- Les Mayons ;
- Pignans ;
- Puget-Ville ;
- Le Thoronet.

En matière d'urbanisme intercommunal, qui fixe les orientations générales et objectifs, la commune du Thoronet fait partie intégrante du schéma de cohérence territoriale (SCoT) de la communauté de communes Cœur du Var,.

## Budget et fiscalité
Les comptes 2012 à 2023 de la commune s'établissent comme suit, : 
| Postes                                            | 2012    | 2013    | 2014    | 2015    | 2016    | 2017    | 2018    | 2019    | 2020    | 2021    | 2022    | 2023    |
| ------------------------------------------------- | ------- | ------- | ------- | ------- | ------- | ------- | ------- | ------- | ------- | ------- | ------- | ------- |
| Produits de fonctionnement                        | 2 041 € | 2 198 € | 2 393 € | 2 462 € | 2 348 € | 2 595 € | 2 465 € | 2 588 € | 2 485 € | 2 885 € | 2 960 € | 2 915 € |
| Charges de fonctionnement                         | 1 644 € | 1 809 € | 1 963 € | 2 143 € | 2 229 € | 2 207 € | 2 066 € | 2 042 € | 1 999 € | 1 970 € | 2 402 € | 2 552 € |
| Ressources d’investissement                       | 1 572 € | 944 €   | 540 €   | 319 €   | 220 €   | 509 €   | 776 €   | 753 €   | 635 €   | 765 €   | 1 025 € |         |
| Emplois d’investissement                          | 1 678 € | 965 €   | 388 €   | 379 €   | 374 €   | 394 €   | 572 €   | 383 €   | 907 €   | 384 €   | 1 583 € | 1 050 € |
| Dette                                             | 2 278 € | 1 951 € | 1 793 € | 1 645 € | 1 494 € | 1 337 € | 1 401 € | 1 479 € | 1 333 € | 1 187 € | 1 040 € | 892 €   |
| Source : Ministère de l’Économie et des Finances. |         |         |         |         |         |         |         |         |         |         |         |         |

### Fiscalité 2023

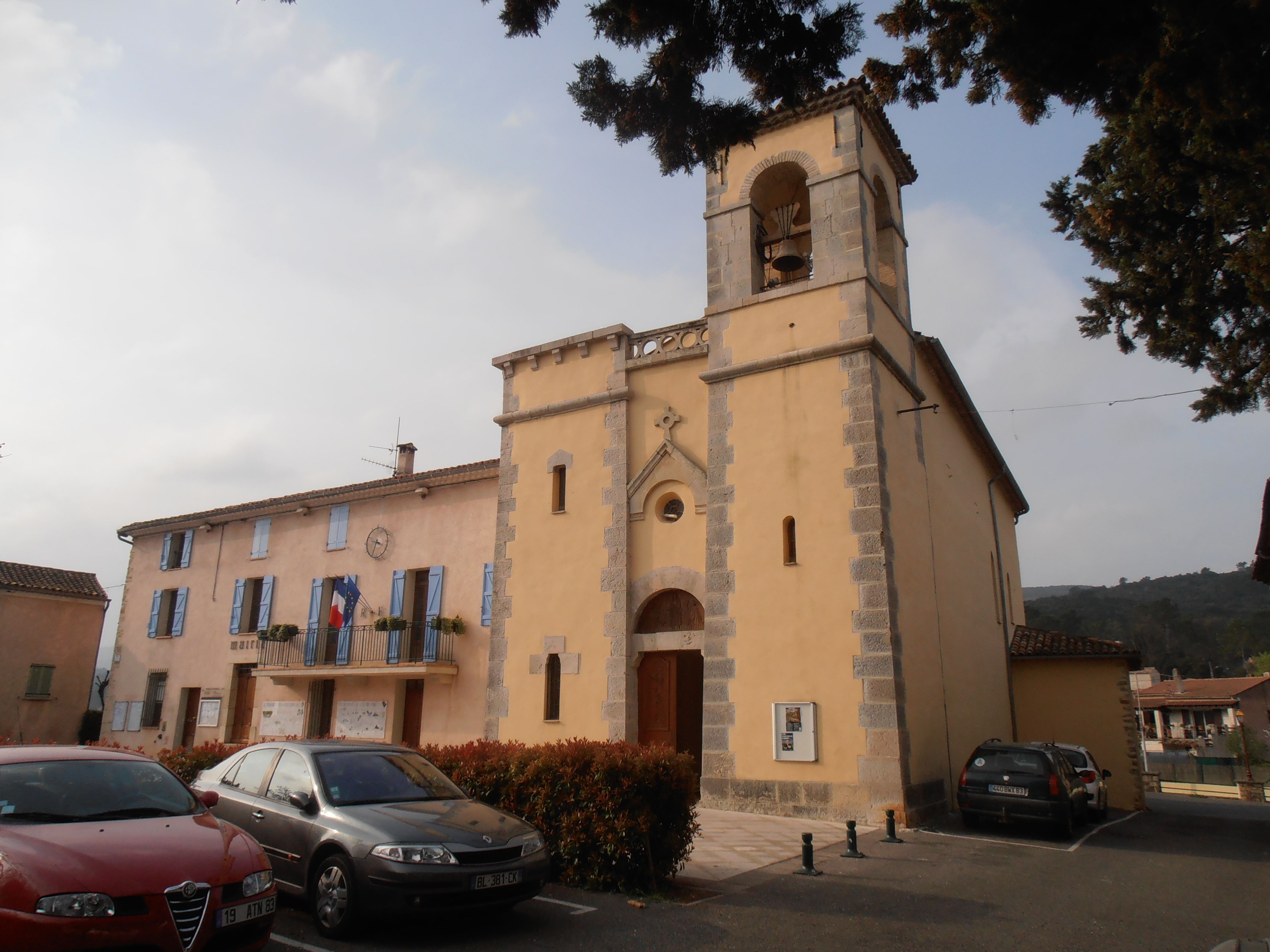
L'église, la mairie et la place du village.

- Taux d’imposition taxe d’habitation : 18,01 %
- Taxe foncière sur propriétés bâties : 30,88 %
- Taxe foncière sur les propriétés non bâties : 89,65 %
- Taxe additionnelle à la taxe foncière sur les propriétés non bâties : 0,00 %
- Cotisation foncière des entreprises : 0,00 %
- Montant total des dettes dues par la commune : 892 000 €uros. Population légale : 2 647 habitants, soit 337 €uros par habitant.

Chiffres clés Revenus et pauvreté des ménages en 2021 : Médiane en 2021 du revenu disponible, par unité de consommation : 23 740 €uros.

## Économie

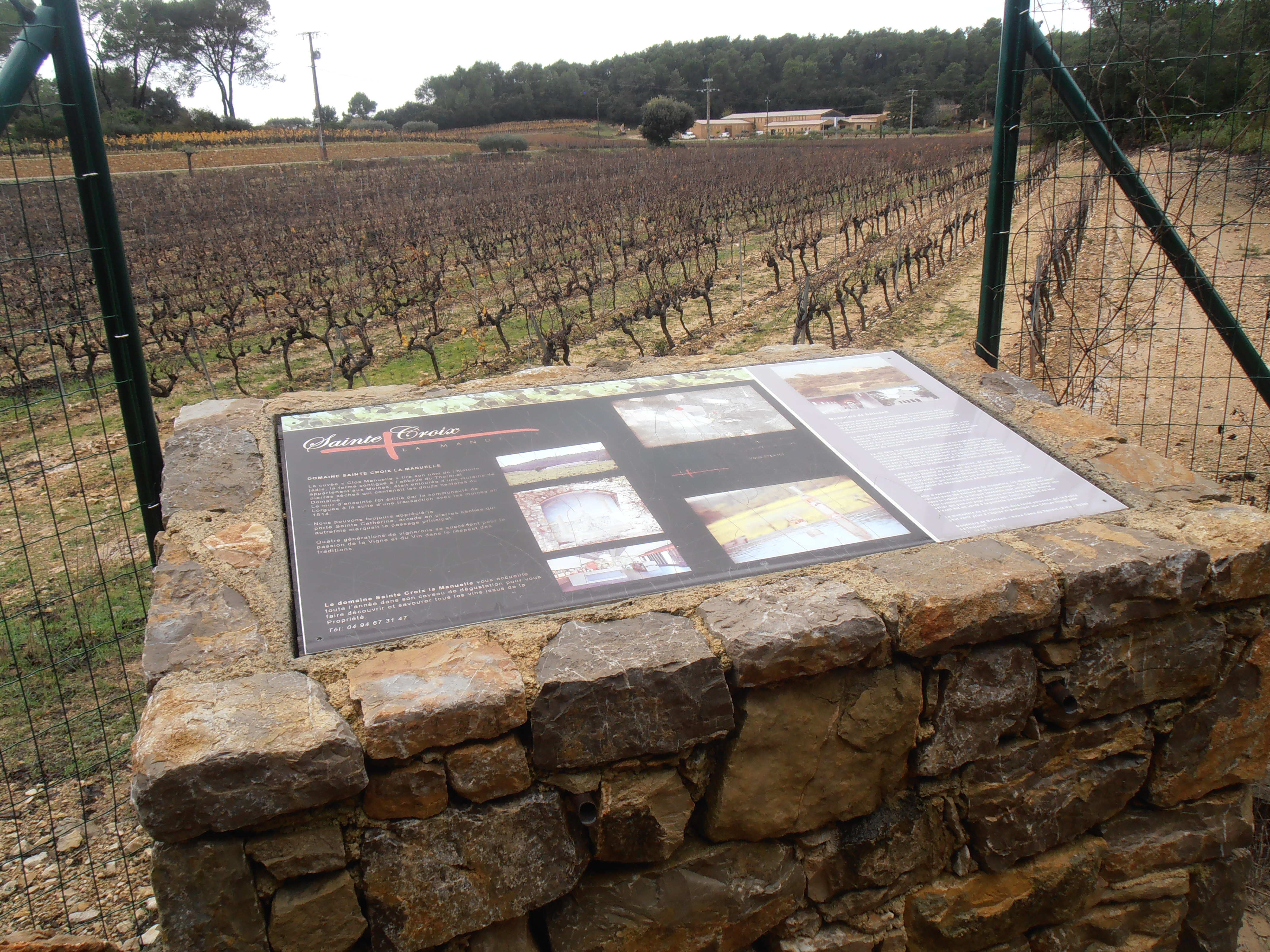
Domaine Sainte-Croix, signalétique vers le Monastère Notre-Dame-du-Torrent-de-Vie.
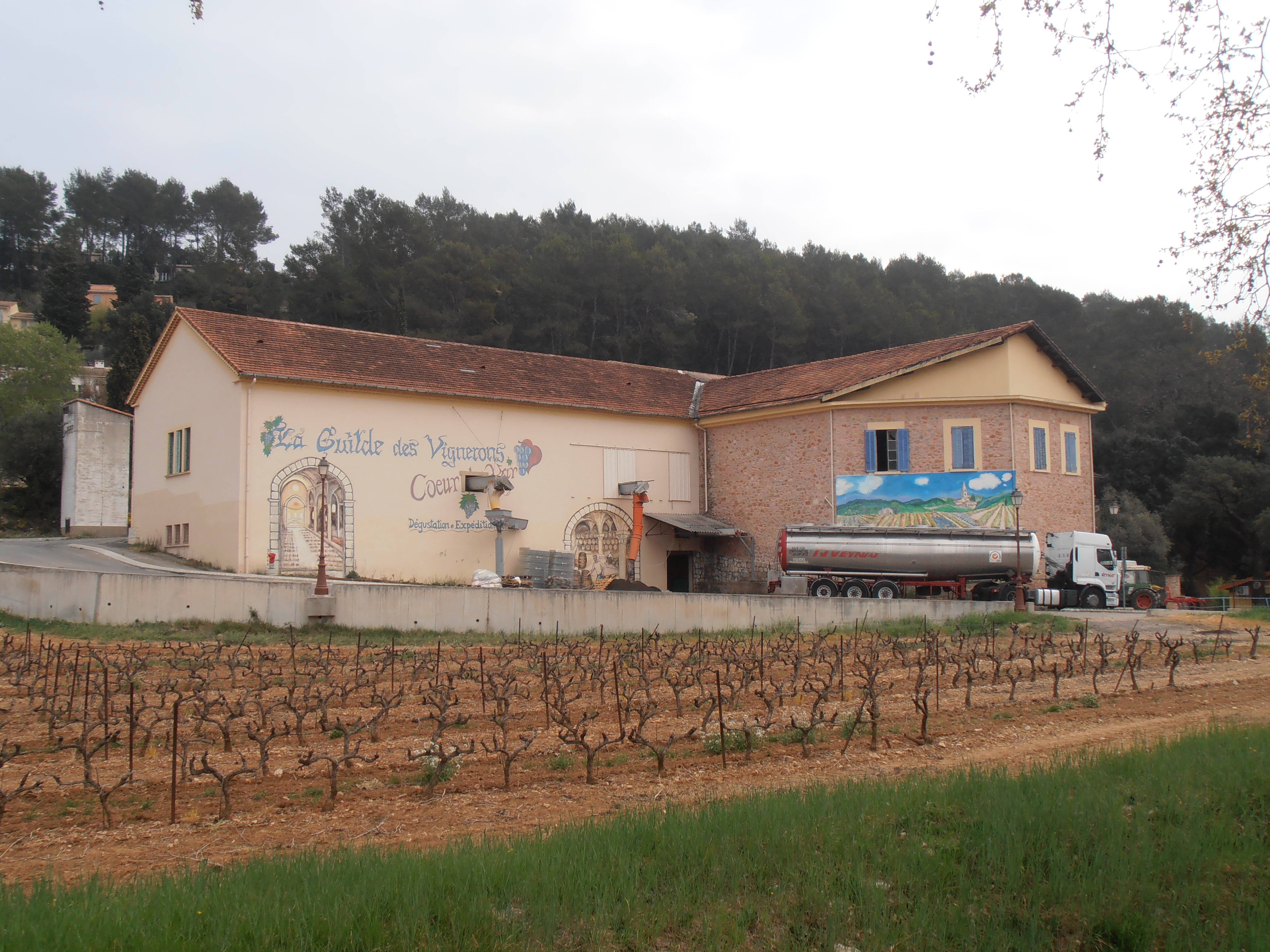
Coopérative « La Guilde des vignerons ».
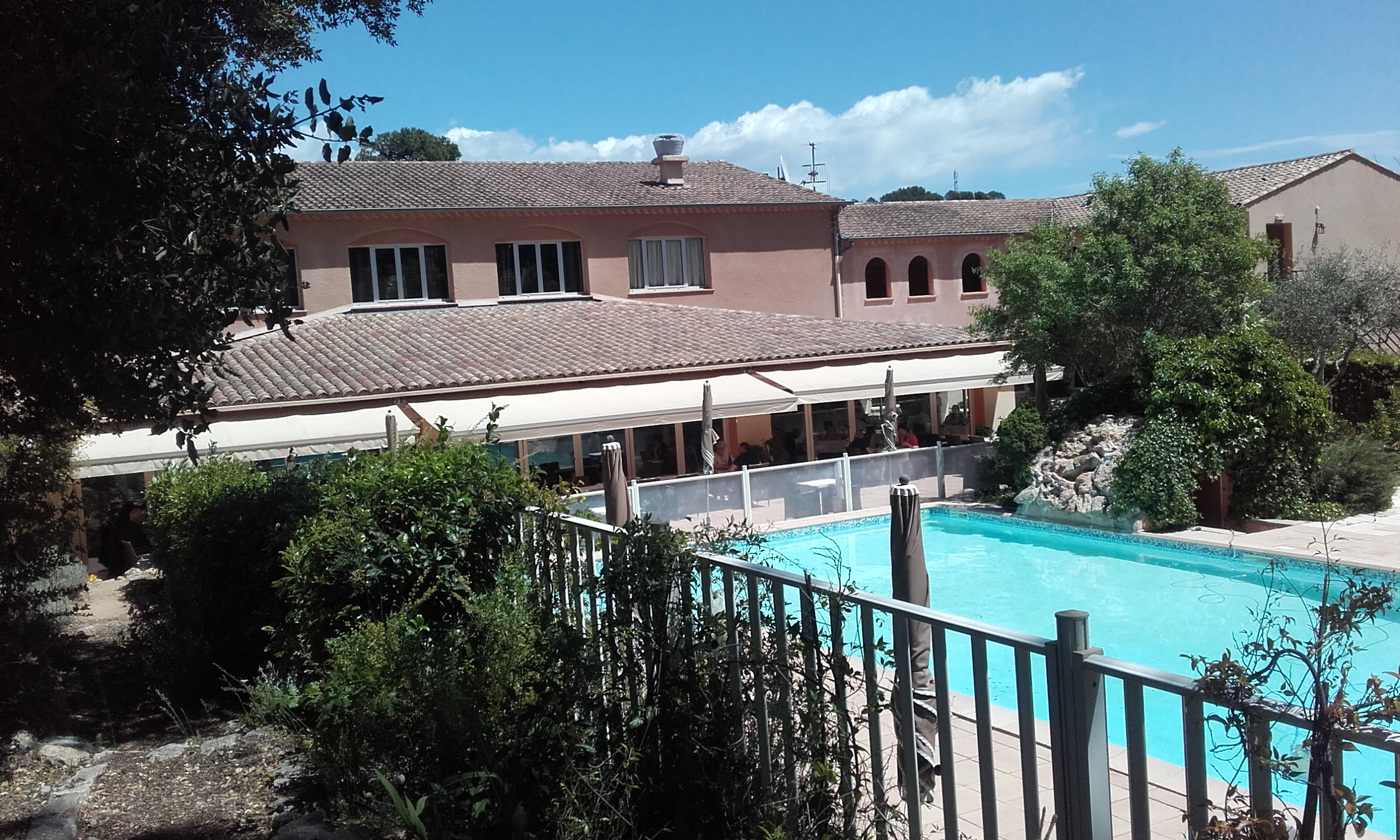
Hôtellerie de l'abbaye.

### Entreprises et commerces

#### Agriculture et le patrimoine agricole
- Coopérative agricole La Thoronéenne[71] (XXe siècle)[72], recensée dans le cadre d'une enquête thématique régionale (coopératives agricoles de Provence-Alpes-Côte d'Azur).
- Les nombreux domaines viticoles[73] : domaines de Camparnaud[74], de Sainte Croix[75],[76], de l'Abbaye[77], de Sainte Marie Vieille[78].

#### Tourisme
- Office de tourisme[79].
- 1 hôtel[80].
- 7 restaurants[81].
- Chambres d'hôtes[82].
- Sentiers de randonnées[83]

#### Commerces
- La commune bénéficie de tout un réseau de commerces et de services de proximité[84].

## Patrimoine architectural et paysager

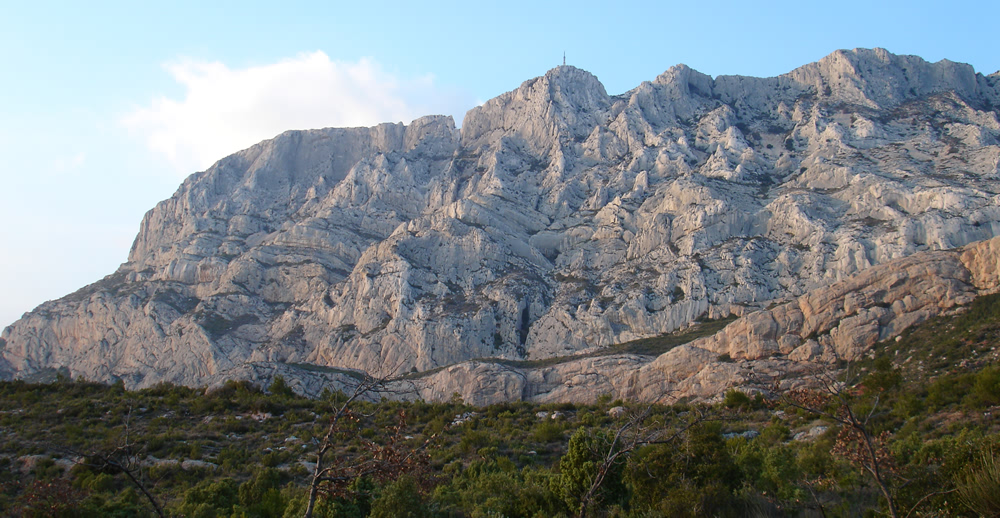
Montagne Sainte-Victoire, vue depuis Le Thoronet.
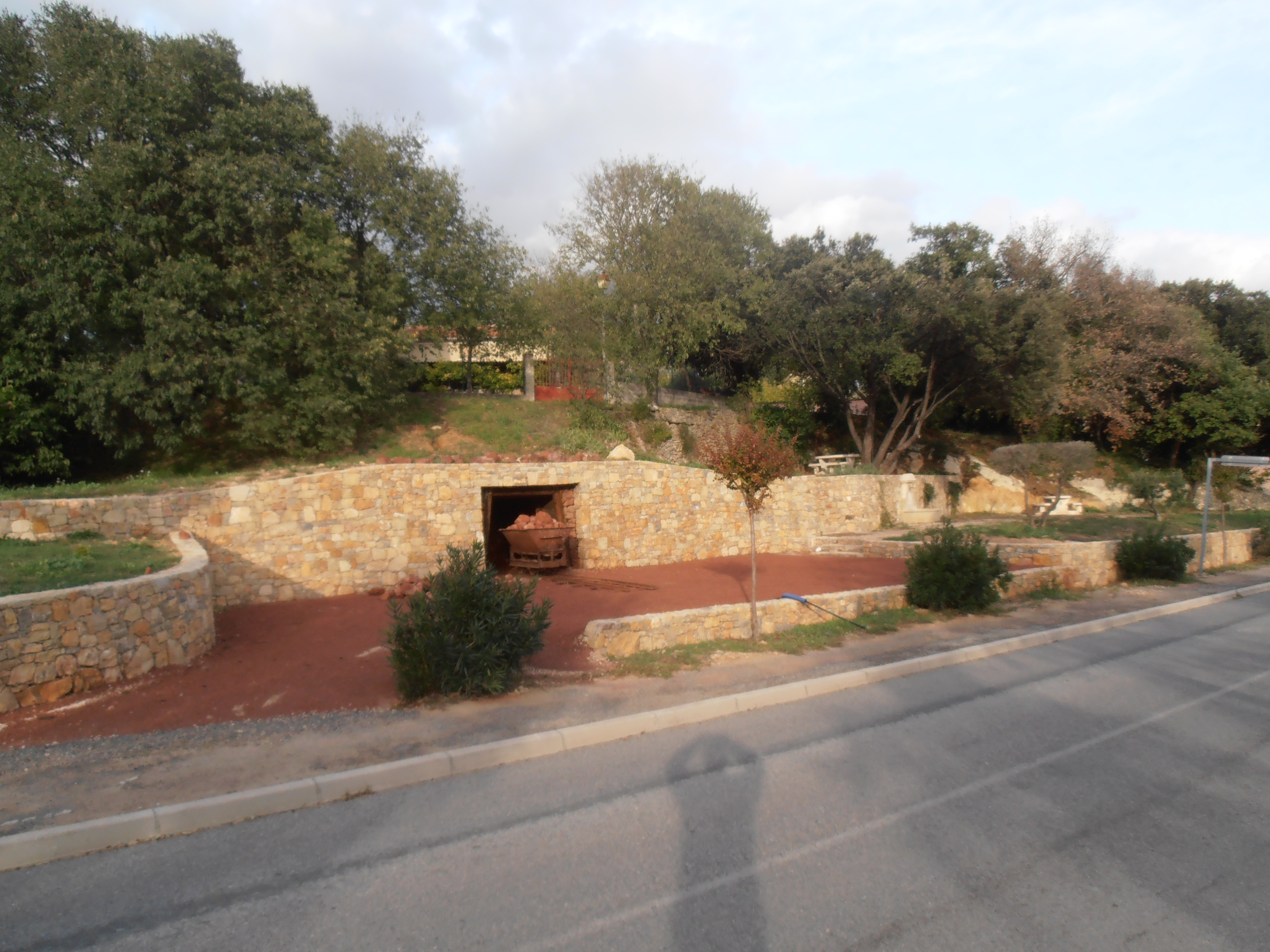
Galerie de mine dans le site.
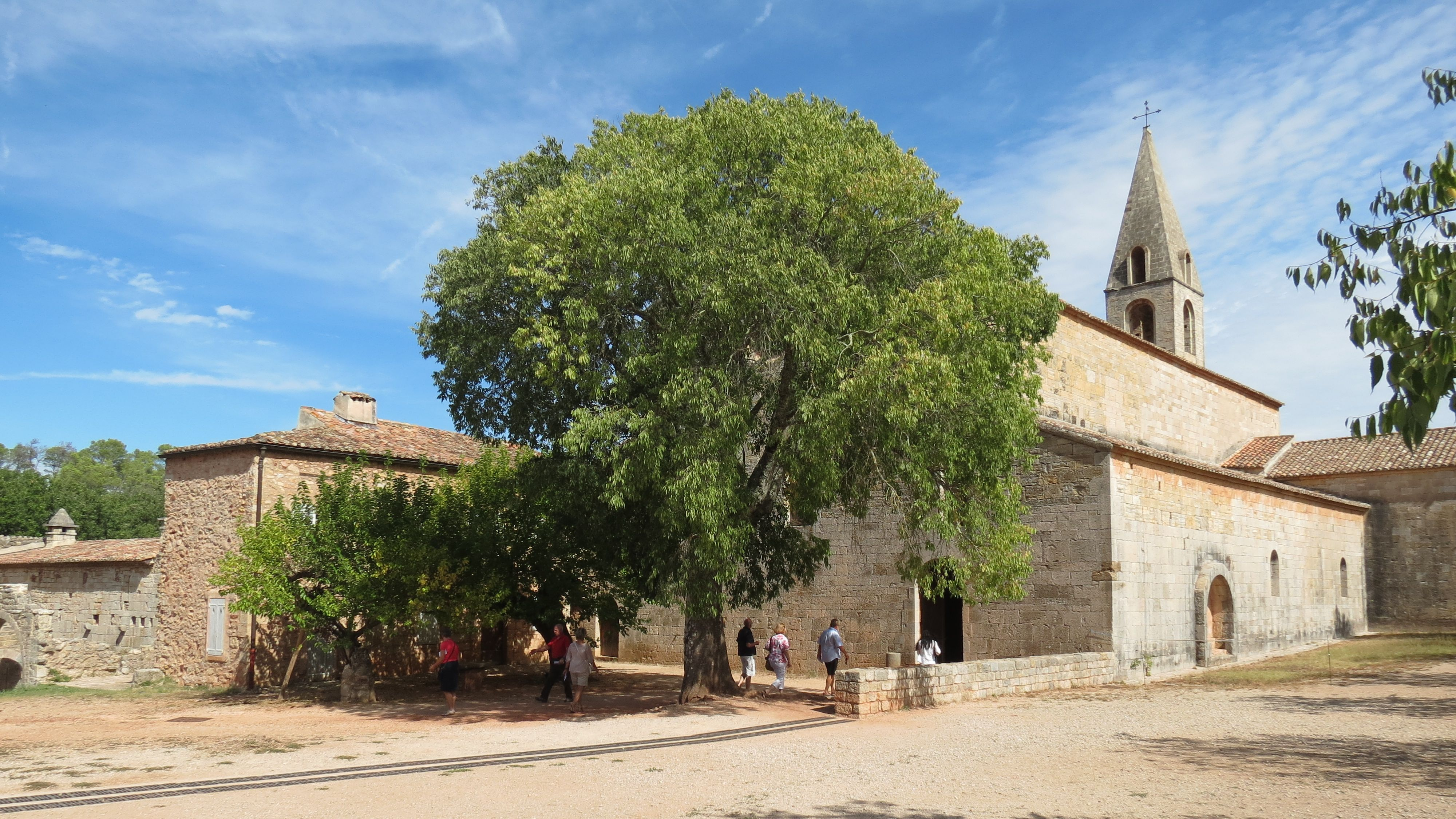
Vue sur le cloître et le clocher de l’abbaye.
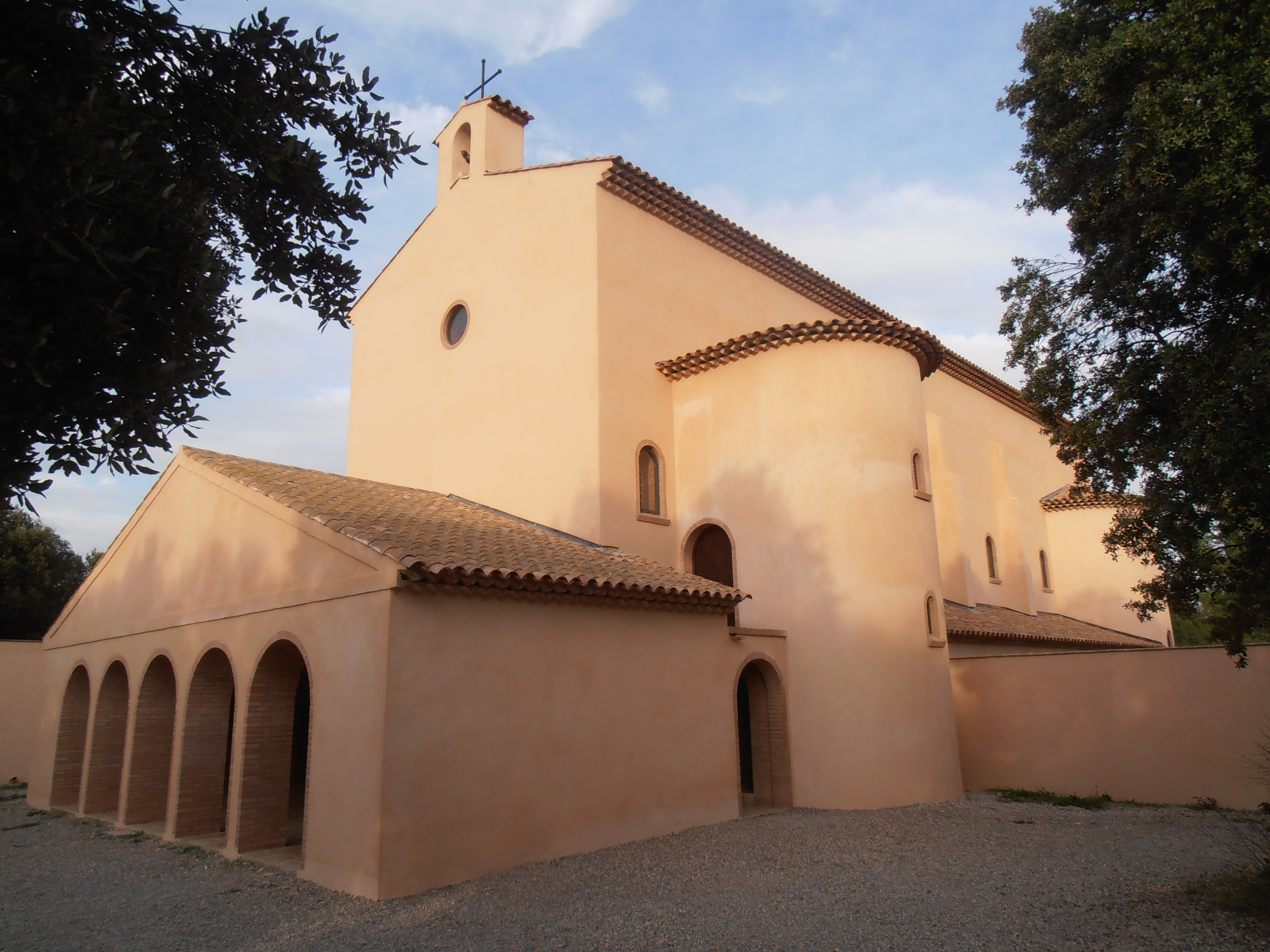
Église du Monastère Notre-Dame-du-Torrent-de-Vie.

Les services régionaux de l'Inventaire général du patrimoine culturel ont procédé à un inventaire du patrimoine remarquable de la commune : 

### Le patrimoine religieux
- Abbaye du Thoronet[86] classée au titre des monuments historiques par la liste de 1840, et site inscrit par arrêté du 17 juillet 1937 (J.O. du 18) et une des trois sœurs provençales.
- Église de la Nativité-de-la-Vierge[87], qui, au XIIe siècle, était une chapelle bâtie sous le vocable Sainte-Marie[88], agrandie et restaurée en 1862.
- Église « Notre Dame-de-la-Lumière-au-delà-de-Tout » du Monastère Notre-Dame-du-Torrent-de-Vie[89], construite selon des techniques anciennes en utilisant la brique (matériau) rouge fabriquée manuellement en terre crue du pays et enduites à la chaux. L'église a été consacrée par monseigneur Dominique Rey le 7 octobre 2007[90].

### Le patrimoine naturel et autres lieux chargés d'histoire...
- Bourg castral d'Envessènes[91] : château fort (XIe siècle).
- Bourg castral de Sèguemagne[92] : château fort et église (XIIe siècle).
- Le pont de l'Argens entre Le Thoronet et Lorgues, surnommé « pont romain »[93].
- Canal d'irrigation de Sainte-Croix[94],[95].
- Le lavoir des Fadons[96].
- L'ensemble des sites de la commune bénéficie d’une double protection juridique, d’une part au titre de l’environnement, la préservation de la faune et la flore[97], et d’autre part au titre du périmètre de 500 mètres d'un monument historique en application des articles L621-30-1 et L621-31 du code du patrimoine[98].
- Monuments commémoratifs[99],[100].